# Komeshcheh
Komeshcheh (persiska: کمشچه) är en ort i Iran.   Den ligger i provinsen Esfahan, i den centrala delen av landet, 300 km söder om huvudstaden Teheran. Komeshcheh ligger 1 580 meter över havet och antalet invånare är 4 395.
Terrängen runt Komeshcheh är en högslätt, och sluttar söderut.Runt Komeshcheh är det ganska tätbefolkat, med 86 invånare per kvadratkilometer. Närmaste större samhälle är Dowlatābād, 15,8 km sydväst om Komeshcheh. Trakten runt Komeshcheh är ofruktbar med lite eller ingen växtlighet.